# 18e régiment de dragons
Le 18e régiment de dragons (ou 18e RD), est une unité de cavalerie de l'armée française, créé sous la Révolution à partir du régiment des Dragons du Roi. Dissout à la fin des guerres napoléoniennes, il est recréé en 1871 et combat pendant la Première Guerre mondiale, la Seconde et la Guerre d'Algérie.

## Création et différentes dénominations
- Ancien Régime : Dragons du Roi formé à Metz le 4 avril 1744 à partir de régiments de Dragons existants
- 1791 : renommé 18e régiment de dragons
- 1814 : le 18e régiment de dragons change de nom en 13e régiment de dragons
- 1815 : redevient le 18e régiment de dragons
- 1815 : dissous après les Cent-Jours le numéro 18 devient vacant
- 1871 : 18e régiment de Dragons est recréé[1] à partir du 6e régiment de lanciers créé en 1831[2] à partir du régiment de lanciers d'Orléans créé en 1830[3]
- Août 1916 : Dissolution en deux groupes d'escadrons, l'un à la 55e Division d'Infanterie et l'autre à la 68e Division d'Infanterie[4]
- 7 mars 1919 : regroupé à Rudesheim[5]
- 1930 : motorisé
- 1936 : mécanisation (chars Somua et Hotchkiss)
- 1940 : 18e régiment de dragons
- 1940 : dissous
- 1944 : 18e régiment de Dragons
- 1945 : dissous
- 1954 : 18e régiment de Dragons
- 1964 : dissous et recréé. Le 9e régiment de hussards dissous devient le 18e régiment de Dragons
- 1979 : dissous

## Chefs de corps
- 1791 : colonel  Courtais de Moreaux[6]
- janvier 1793 : lieutenant-colonel puis chef de brigade Fornier d'Albe[7]
- juin 1793 : chef de brigade Robert[8]
- septembre 1793 : chef de brigade Brochier[9]
- 1795 : chef de brigade Bertot[10]
- 1796 : chef de brigade Ledée[11]
- 1798 : Colonel Louis Nicolas Davout[réf. nécessaire]
- 1802 : colonel Lefebvre-Desnouettes[12]
- 1806 : colonel Lafitte[13]
- 1812 : colonel Dard[14]

Dissolution en 1814
- 1815 : colonel Adam[15]

Dissolution en 1815
- 1871 : colonel L'Hotte[16]
- 1874 : colonel Vata[17]
- 1883 : colonel Lavigne[18]
- 1886 : colonel de Raity de Villeneuve de Vittré[19] (muté avant d'avoir rejoint le régiment)[20]
- 1887 : colonel du Bois de Beauchesne[21]
- 1893 : colonel Fabre[22]

...
- 1902 : colonel Gauthier
- 1907 : Colonel de Bremond d'Ars
- 1914 : colonel Eon, mort accidentelle le 4 août 1914[23]
- août 1914 : colonel Dulac[24]

Le 11 août 1916, le régiment est divisé en deux groupes d'escadrons
- 1er groupe
  - août 1916 : colonel Dulac[25]
  - janvier 1917 : lieutenant-colonel Boutan[26]
  - avril 1918 : lieutenant-colonel Mauche[26]
- 2e groupe
  - août 1916 : commandant Souville[4]
- mars 1919 : lieutenant-colonel Mauche[5]
- août 1919 : colonel Soulé[5]

...
- 1940 : lieutenant-colonel Pinon

...
- 1954 : lieutenant-colonel de Lesperda
- 1955 : lieutenant-colonel Jouitou
- 1966 : colonel de Quatrebarbes
- 1971 : lieutenant-colonel Chevalier de Lauzières
- 1972 : lieutenant-colonel Yvenat
- 1974 : colonel Dumouchel de Prémare
- 1978 : lieutenant-colonel Petit

## Historique des garnisons, combats et batailles du18eRégiment de Dragons

### Ancien Régime
Régiment des Dragons du Roi
- 1740-1748 : guerre de Succession d'Autriche
  - 11 mai 1745 : bataille de Fontenoy
- 1756-1763 : guerre de Sept Ans.

### Guerres de la Révolution et de l'Empire
- 1792 :
  - Armée du Midi
- 1793 :
  - Armée des Pyrénées
- 1796 :
  - Armée de l'Ouest
- 1796-1798 :
  - Armée d'Italie
- 1798-1801 :
  - Armée d'Orient (campagne d'Égypte)
  - 1798 : Campagne d'Égypte

Cavalier du en Espagne (1808).

  - 3 thermidor An VI : Bataille des Pyramides
- 1800 :
  - En garnison à Chagny[Lequel ?]
- 1804-1805 :
  - En garnison à Villers-Cotterêts
- 1805 : campagne d'Allemagne
  - Bataille d'Elchingen Le premier régiment a passé le pont est Le 18e dragons commandé par le colonel Charles Lefebvre-Desnouettes. Il gagne le plateau et assiste au ralliement des cavaliers légers[27].
  - 2 décembre 1805 : bataille d'Austerlitz
- 1806 : campagne de Prusse et de Pologne
  - 14 octobre 1806 : bataille d'Iéna
- 1807 :
  - 8 février 1807 : bataille d'Eylau
- 1808-1813 :
  - Guerre d'indépendance espagnole
  - 8 août 1809: Arzobispo, les 18e et 19e dragons réunis s'emparent des redoutes de l'artillerie espagnole puis chargent et culbutent l'infanterie espagnole forte de 7 000  à   8 000 hommes[28].
- 1812 : Campagne de Russie (la Moskova)
- 1813 : campagne d'Allemagne
  - 16-19 octobre : Bataille de Leipzig, bataille de Hanau
    - 1814 : campagne de France, bataille de Champaubert

Après l'exil de Napoléon Ier à l'île d'Elbe une ordonnance de Louis XVIII en date du 12 mai 1814 réorganise les corps de l'armée française. Ainsi 15 régiments de dragons sont renumérotés, et le 18e prend le no 13e.
À son retour de l'île d'Elbe, le 1er mars 1815, Napoléon Ier prend, le 20 avril 1815, un décret qui rend aux anciens régiments de cavalerie les numéros qu'ils avaient perdus.
- 1815 : campagne de Belgique, bataille de Fleurus

### De 1815 à 1871
Le régiment existe sous le nom de 6e régiment de lanciers (ex-lanciers d'Orléans).

### De 1871 à 1914

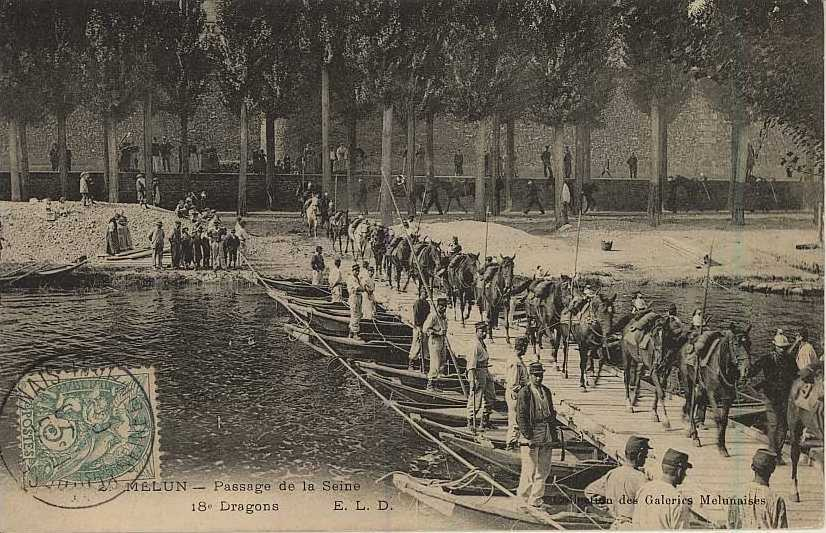
Passage de la Seine par le 18e dragons à Melun, en 1907

- 1871-1914 : le 18e dragons est recréé en 1871 et part en garnison à Rambouillet[1]. Il rejoint Versailles en 1873 puis Paris en octobre 1875. En octobre 1878, le régiment rejoint sa nouvelle garnison de Lunéville avec dépôt à Vitry-le-François. Il forme avec le 7e régiment de dragons la 1re brigade de dragons de la 2e division de cavalerie. En 1879, deux escadrons partent pour Baccarat[30].  En juillet 1892, la 1re brigade de dragons passe à la 5e division de cavalerie. En juillet 1893, le régiment est envoyé rétablir l'ordre à Paris. En octobre de cette année, la 1re brigade de dragons est rattachée à la 7e division de cavalerie nouvellement créée[31].

Il tient ensuite garnison à :
1905 : Sens
1907 - 1910 : Melun
1914 : Lure (ALSACE et ARTOIS)
Carte postale d'un militaire du 18e dragons lors de la grève de Draveil-Villeneuve-Saint-Georges (1908) (orthographe conservée telle quelle).
Cher copin
Je t'envoie ces deux mots pour te donner de mes nouvelles. En ce moment je suis au grève des terrassiers a Villeneuvesaint-Georges pas loin de Paris tu parle si c'est moche ont y es depuis le 7 juillet et ont ne sait quand sa sera fini, ca commence à la Pentecôte tu parle d'une bande d'apache ils arrêtent les autos ils les casse c'est malheureux de voir ça et bien des choses comme ça ils veulent empêcher les ouvriers de travailler.

Ont est camper dans l'école, les hommes couchent sur une botte de paille et les chevaux dehors. Tu parle si sait dure ont ne peut pas se déshabiller car à chaque moment il faut monter à cheval la nuit comme le jour, moi ca va j'ai encore monter qu'une fois à cheval je fais le fourbit au Lieutenant et quand une sont partis je fais des heures.

On peut sortir de 7 heures à 9 heures du soir. la ville est très gentil il y a de belles poules et pas fière.

Je ne vois plus rien à te dire je suis toujours en bonne santé j'espère que tu es de même.
Ton copin Gustave encore quatre cent trente quatre et la fuite. Bonjour a Julia et chez vous.

### Première Guerre mondiale
- Garnison à Lure. Affectation d'août 1914 à août 1916 : 8e brigade de dragons du général Gendron, puis colonel Guéneau de Montbeillard, 8e division de cavalerie.

#### 1914
Couverture de Belfort. Alsace : Combat d'Altkirch, Colmar. Bataille de la Marne : Château-Thierry, Jonchery. Course à la mer : Artois, combats de Monchy-au-Bois
Meuse. Première bataille de Champagne. Main de Massiges

#### 1916
- - Le régiment est dissous en août 1916, 2 escadrons partent à la 55e division d'infanterie, deux autres à la 68e division d'infanterie[25].

### Entre-deux-guerres
- 1919 : Avec pour mission la garde du Rhin, le régiment initialement cantonné à Rudesheim finit l’année en prenant ses quartiers à Trèves en 1919[5].
- 1930 : Il quitte Landau[réf. nécessaire] pour la garnison de Reims.

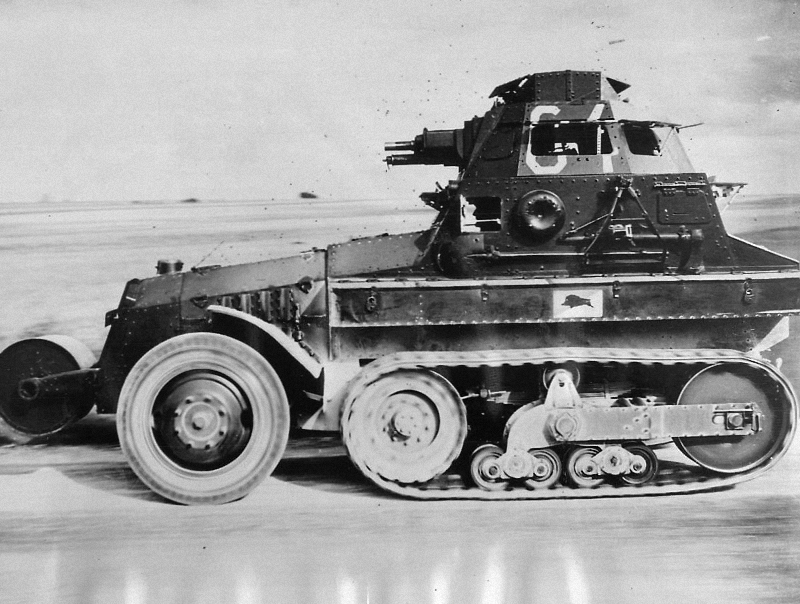
AMC Schneider P16 du vers 1936.

Mi-1933, il devient motorisé, organisé comme régiment de découverte. Avec le 4e groupe d'automitrailleuses (4e GAM) également caserné à Reims, il forme une brigade mécanique. Cette dernière forme un détachement mécanique au sein de la 4e division de cavalerie avec le 4e bataillon de dragons portés, détachement destiné à tester le concept des divisions légères mécaniques. Le 18e dragons est équipé des divers modèles d'automitrailleuses disponibles : White TBC, Laffly AM 50 et Panhard 165/175.
Fin 1933, le général Weygand réorganise la future division légère mécanique dont la création a été décidée : le 18e et le 4e GAM deviennent des régiments de combat, dotés d'automitrailleuses de combat AMC Schneider P16 et d'automitrailleuses de reconnaissance AMR 33. La 1re division légère mécanique est formellement créée en 1935 par changement de nom de la 4e division de cavalerie. Le 18e dragons est rééquipé de chars SOMUA S-35 et Hotchkiss H35 en 1937.
- 1938 : Il quitte Reims le 25 septembre jusqu'au 7 octobre du fait de la mobilisation partielle de 1938 à la suite des événements de septembre (crise des Sudètes). Les échelons "A" de cette brigade gagnent Verdun par la route en un temps record.

### Seconde Guerre mondiale
- le 12 septembre 1939, il embarque à Mourmelon-le-Petit pour débarquer à Verdun et y cantonner.
- Mai 1940 :

le 10 mai 1940, la 1re DLM aligne 4 escadrons de char Somua S-35 (18e dragons, 4e cuirassiers). Elle fait partie de la 7e armée du général Giraud, va tenter de donner la main au nord à la Hollande.

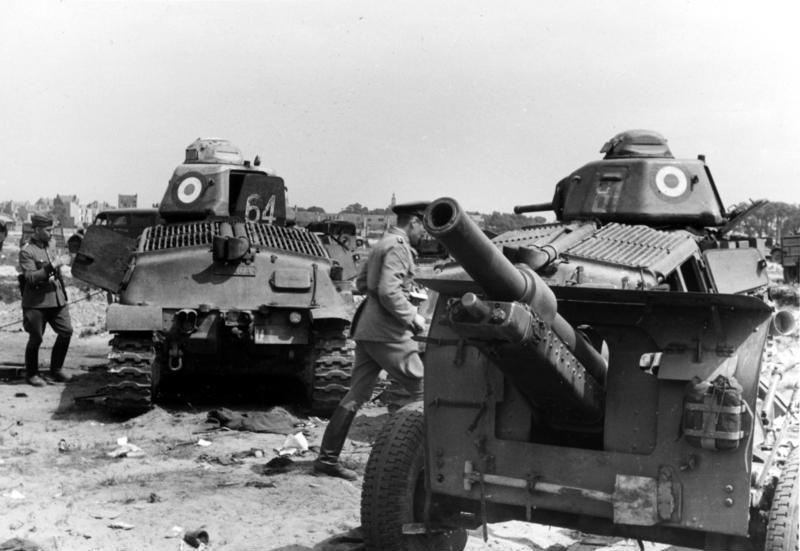
Deux S-35 du détruits près de Dunkerque, fin mai 1940.

Le 22 mai, à Neuville-Saint-Vaast, attaque en direction de Mont-Saint-Éloi. Les combats se poursuivirent après la rupture de la ligne de la Dyle à Gembloux, la 2e DLM en forêt de Mormal, le 18e dragons au Quesnoy, le 4e cuirassiers à Landrecies. Jusqu’au bout, les derniers Somua furent engagés avec succès. Les tout derniers furent sabotés par leurs équipages en vue de Dunkerque.

### De 1945 à nos jours
- Le Régiment est reformé en juin 1954 sur les grands camps de l'Est, intégré à la 11e division d'infanterie dont il forme l'élément de cavalerie blindée. Dès la fin du mois de juillet, il est transporté en Tunisie, son PC est alors à Teboursouk, il participe à différentes opérations dès le mois d'octobre 1954.

Il passera en Algérie en 1957, commandé par le Colonel Journes, puis par le Colonel Bouchard.
- 1958 : Bataille des frontières pendant la guerre d'Algérie ; le PC se trouve à Duvivier.

1963 1964 en garnison à Blida Algérie commandant lieutenant colonel Henri Dequatrebarbes Mi 1964. Retour en France à Périgueux en garnison avec le 5e dragons avec armes et bagages et dissous. À Périgueux, la garnison du  5e dragons deviendra le 5e chasseurs.  
En 1964, le 18e régiment de dragons revient à Reims, avec deux escadrons à Mourmelon-le-Petit au quartier Zurich. Par la suite, il a été transféré à Mourmelon-le-Grand en 1967. Dans les années 1970, en garnison à Mourmelon, il est doté du char AMX-13.(Les chars AMX 13, dont les missiles SS11 étaient présents déjà en 1966).  
1973 : En juillet, le régiment (Colonel HENRY) est doté du char AMX-30, il sera l'un des premiers avec son voisin le 503 RCC. Il compte 4 escadrons de chars et un escadron de commandement et de soutien. Le capitaine Antoine Gouraud commande le 1er escadron qui reçoit les 3 premiers chars du régiment (noms de baptême : Antibes, Angoulême et Annecy Agen), affectés au 4e peloton commandé par l'aspirant Pierre Gatti[pertinence contestée].

## Étendard
Il porte, cousues en lettres d'or dans ses plis, les inscriptions suivantes, :
- La Moskova 1812
- Hanau 1813
- Champaubert 1814
- Fleurus 1815
- Alsace 1914
- Artois 1914
- AFN 1952-1962

### Décorations
Sa cravate est décorée de la croix de guerre 1939-1945 avec palme et de la croix de guerre 1914-1918 avec palme.

### Devise
Multorum virtus in uno

### Insigne
Le premier insigne du régiment, en 1933, présente un hippogriffe dans un cercle.

## Personnalités ayant servi au18erégimentde dragons
- Pol Charbonneaux (1909-1954) : Compagnon de la Libération, a effectué son service militaire au régiment en 1930.
- Emmanuel d'Harcourt (1914-1985) : Compagnon de la Libération, En 1939, alors qu'il prépare le Grand Concours des Affaires étrangères, il est mobilisé comme sous-lieutenant au 18e Régiment de dragons, où il commande le peloton des orienteurs chargé de la DCA
- Jean-Baptiste Robert alors capitaine, lieutenant-colonel puis chef de brigade

### Sources et bibliographie
- F. Cuel, Historique du 18e régiment de dragons : 1744-1894, Paris, 1894, lire en ligne sur Gallica
- Historique du 18e régiment de dragons pendant la guerre 1914-1918, Nancy, Impr. Berger-Levrault, 24 p., lire en ligne sur Gallica.